# Leo Levi
Pour les articles homonymes, voir Levi.
Leo Levi (en hébreu, Leʾw Lewiy ou Leyʾw Lewiy) est un musicologue italien puis israélien, né le 15 juin 1912 à Casale Monferrato et mort le 29 avril 1982 à Jérusalem.

## Biographie
Leo Levi a été le premier à étudier les traditions musicales orales de la communauté juive italienne,. Petit-fils d'un rabbin, il a tenté de soumettre à l'Université de Turin une thèse sur la musique dans les synagogues italiennes, mais cette tentative a échoué du fait de l'émergence du fascisme et de l'antisémitisme en Italie. Il a été arrêté à deux occasions durant ses études universitaires pour activités subversives. Il a émigré en Palestine mandataire en 1936.
Il est retourné en Italie après la Seconde Guerre mondiale et s'est consacré à l'étude de la musique juive italienne. Il a collaboré avec le Centro Nazionale Studi di Musica Popolare de l'Académie nationale Sainte-Cécile à Rome, ainsi qu'avec d'autres ethnomusicologues italiens, comme Giorgio Nataletti. Il a participé activement à des projets d'enregistrements pour la RAI pour collectionner et préserver la musique italienne traditionnelle. Le résultat a été conservé dans les archives de Sainte-Cécile.
Levi était chercheur au Jewish Music Research Centre de l'Université hébraïque de Jérusalem en Israël. Certaines de ces archives sont disponibles sur un CD sorti en 2001 intitulé Italian Jewish Musical Traditions from the Leo Levi Collection (1954-1961). La côte correspondante du Jewish Music Research Centre est AMTI CD 0102, à l'Académie nationale Sainte-Cécile à Rome. 
Leo Levi est le père de Yemima Rosenthal, historienne et archiviste, et de Natan Levi.

## Publications
- Les Neumes, les notations bibliques et le chant protochrétien, 1958.
- Les Neumes, les notations bibliques et le chant protochrétien, 1959.
- Canti tradizionali e tradizioni liturgiche: ricerche e studi sulle tradizioni musicali ebraiche e sui loro rapporti con il canto cristiano, 1954-1971.
- Contro i dinosauri: scritti civili, 1931-1972.
- Furlana, avec Roberto Leydi, 1995.
- Italian Jewish musical traditions from the Leo Levi collection, 2001.
- Canti tradizionali e tradizioni liturgiche, 2002.